# Helleborus croaticus
Helleborus croaticus är en ranunkelväxtart som beskrevs av Martinis. Helleborus croaticus ingår i släktet julrosor, och familjen ranunkelväxter. Inga underarter finns listade i Catalogue of Life.

## Bildgalleri

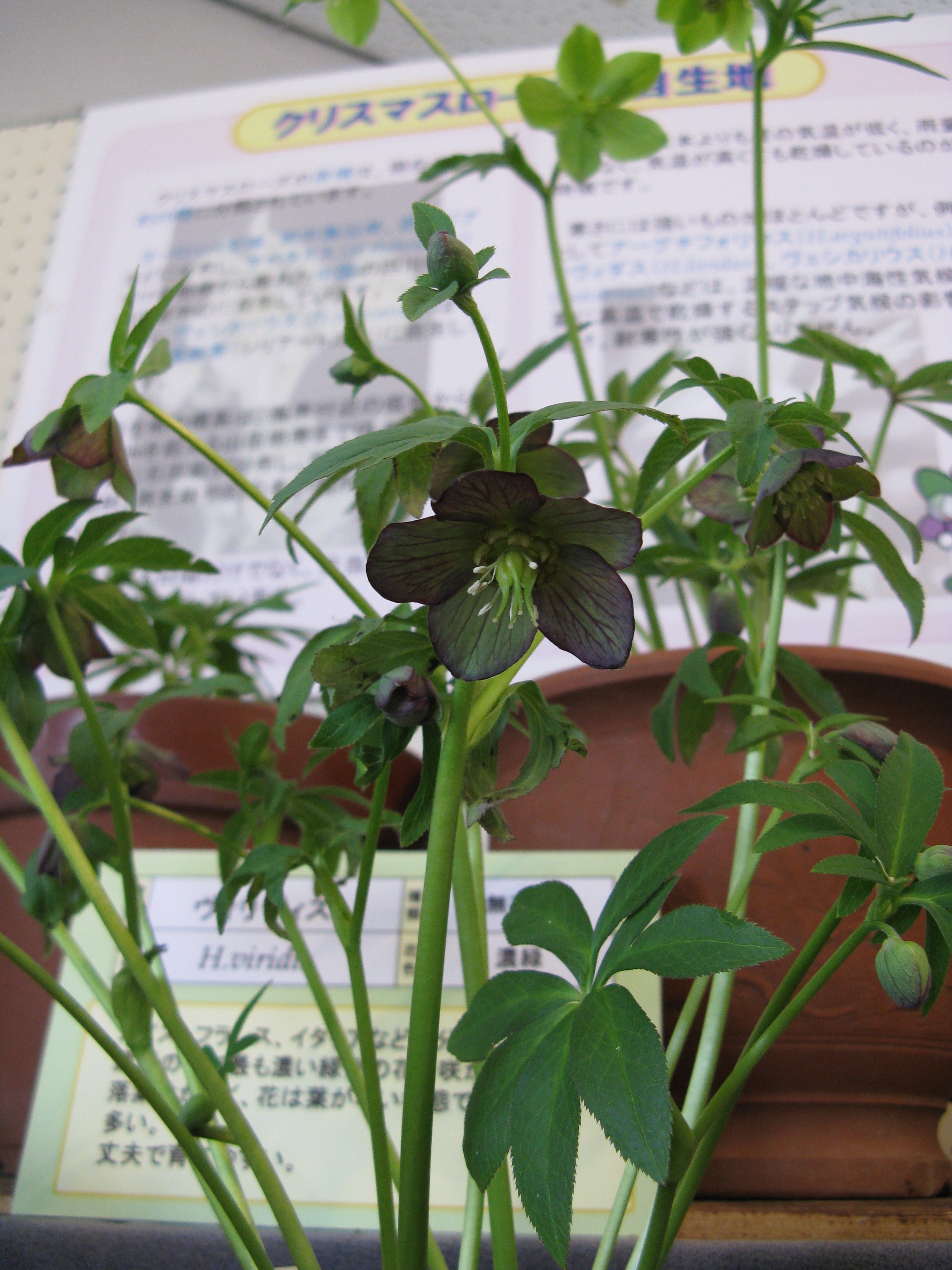